# 메이의 새빨간 비밀
"메이의 새빨간 비밀"(영어: Turning Red)은 2022년 공개된 미국의 성장 판타지 코미디 애니메이션 영화이다. 픽사의 단편영화 《바오》에 도미 시의 감독 데뷔작이며 그가 각본 역시 맡았다. 미국에서는 2024년 2월 9일에 극장으로 재개봉했다.

## 줄거리
2002년 토론토, 13세 소녀 메이린 "메이" 리는 부모인 밍, 진과 함께 어머니 쪽 조상 선 이에게 헌정된 가족 사당을 돌보고, 어머니를 자랑스럽게 만들기 위해 노력한다. 그녀는 보이 밴드 4*타운의 팬이라는 사실 등 개인적인 관심사를 밍에게 숨긴다. 어느 날 엄격하고 과보호적인 밍이 메이가 17세 지역 편의점 점원 데본에게 짝사랑을 하고 있다는 사실을 알게 되자, 밍은 의도치 않게 메이를 사람들 앞에서 망신시킨다.
그날 밤, 메이는 레서판다가 나오는 생생한 악몽을 꾼다. 다음 날 아침 잠에서 깨어보니 그녀는 커다란 레서판다로 변해 있었다. 그녀는 부모로부터 숨어 변신이 격한 감정 상태일 때만 일어난다는 것을 알게 된다. 메이가 인간 형태로 돌아오자 머리카락은 여전히 빨갛게 남아 있었고, 그래서 그녀는 비니를 쓰고 학교에 간다. 밍은 처음에 메이가 첫 월경을 겪고 있다고 생각하지만, 학교 경비원과 말다툼을 벌여 메이가 당황하여 변신하고 패닉과 눈물 속에서 집으로 달려가면서 진실을 알게 된다.
밍과 진은 선 이가 전쟁 중 딸들과 마을을 보호하기 위해 이 변신 능력을 부여받았으며, 그녀의 모든 여성 후손들도 이 능력을 가지고 있었다고 설명한다. 현대에는 이것이 불편하고 위험해졌으므로, 한 달 뒤에 있을 월식 밤에 의식을 통해 레서판다의 영혼을 탤리즈먼에 봉인해야 한다. 메이의 친구들은 그녀의 변신을 알게 되지만, 그것을 좋아한다. 메이는 친구들에게 집중하면 변신을 통제할 수 있다는 것을 알게 된다.
밍은 메이가 정상적인 생활을 재개하도록 허락하지만, 메이가 다가오는 4*타운 콘서트에 참석하는 것을 거부한다. 대신, 소녀들은 메이가 시간을 어떻게 보내는지 밍에게 거짓말을 하면서 메이의 레서판다 형태의 인기를 이용하여 학교에서 몰래 티켓값을 모은다. 마지막 100달러를 모으기 위해 메이는 학교 불량배 타일러의 생일 파티에 레서판다로 참석하기로 동의한다. 메이가 떠나기 전에 메이의 할머니와 이모들이 메이의 의식을 돕기 위해 도착한다. 파티에서 메이는 콘서트가 자신이 의식을 치러야 하는 밤에 열린다는 것을 알고 화를 낸다. 분노 속에서 그녀는 타일러가 가족을 모욕하자 그를 공격하여 다른 아이들을 겁먹게 한다. 밍은 메이의 활동을 알게 되고 모든 것을 메이의 친구들 탓으로 돌린다. 메이는 밍의 승인을 유지하기 위해 친구들을 변호하지 못한다.
청소를 하던 중 진은 자신이 레서판다로 친구들과 함께 찍은 비디오를 발견하고, 그녀에게 자신의 이런 면을 부끄러워하지 말고 받아들이라고 말한다. 의식 중 메이의 레서판다 형태가 봉인되려 하자, 그녀는 자신의 능력을 유지하기로 결정하고 의식을 포기한 채 스카이돔에서 열리는 콘서트에 참석한다. 탈출하는 과정에서 그녀는 밍의 탤리즈먼을 깨뜨려 자신의 레서판다 형태도 해방시킨다. 콘서트에서 메이는 친구들과 타일러와 화해한다. 그러나 분노한 밍은 괴수 크기의 레서판다로 변해 강제로 메이를 데려가려 하면서 콘서트를 방해한다.
메이와 밍은 메이의 독립성에 대해 논쟁한다. 싸우는 동안 메이는 실수로 어머니를 기절시킨다. 메이의 할머니와 이모들은 탤리즈먼을 깨뜨려 레서판다 형태로 변신하여 밍을 새로운 의식 원으로 끌어들이는 것을 돕는다. 메이의 친구들과 4*타운은 의식을 완료하기 위해 노래를 부르고, 메이, 밍, 그리고 다른 여성들은 아스트랄계로 보내진다. 메이는 어머니와 화해하고 밍이 과거에 분노로 실수로 상처를 준 자신의 어머니와의 유대감을 회복하도록 돕는다. 다른 여성들은 새로운 탤리즈먼에 레서판다를 담지만, 메이는 자신의 레서판다를 유지하기로 결정하고 밍은 메이가 자신만의 길을 찾아가는 것을 받아들인다.
1년 후, 리 가족은 스카이돔의 피해를 복구하기 위해 돈을 모은다. 메이와 밍의 관계는 개선되었다. 메이는 사당 업무(이제 그녀의 레서판다 형태는 명물이 되었다)와 친구들, 타일러와 시간을 보내는 것 사이에서 균형을 맞춘다.

## 목소리 출연
| 배역                   | 영어 성우               | 한국어 성우 |
| ---------------------- | ----------------------- | ----------- |
| 메이린 리              | 로잘리 차앙             | 안소명      |
| 밍/어린 밍             | 산드라 오               | 전숙경      |
| 진 리                  | 오리온 리               | 김기흥      |
| 미리엄                 | 아비 모리스             | 유하연      |
| 프리아                 | 마이트레이 라마크리슈난 | 신지원      |
| 애비                   | 박혜인                  | 이주은      |
| 할머니                 | 와이 칭 호              | 손정아      |
| 타일러                 | 트리스탄 알러릭 첸      | 최은후      |
| 데번                   | 애디슨 챈들러           | 석승훈      |
| 4*Town(4타운) - 로베어 | 조던 피셔               | 석승훈      |
| 4*Town(4타운) - 에런 Z | 조쉬 리바이             | 이상호      |
| 4*Town(4타운) - 에런 T | 토퍼 응오               | 이상호      |
| 4*Town(4타운) - 제시   | 피니어스 오코넬         | 석승훈      |
| 4*Town(4타운) - 태영   | 그레이슨 빌라누에라     | 이상호      |
| 스테이시 프릭          | 릴리 산펠리포           | 원에스더    |
| 첸 이모할머니          | 로리 탄친               | 성선녀      |
| 핑 이모할머니          | 릴리안 짐               | 이미자      |
| 가오 할아버지          | 제임스 홍               | 정기항      |
| 키에슬로프스키 선생    | 사샤 로이즈             | 김기흥      |
| 릴리                   | 타기노 미아             | 배진홍      |
| 헬렌                   | 셰리 콜라               | 구민선      |
| 로렌                   | 앤 마리                 |             |

## 우리말 연출
- 대사 연출 : 이영주
- 대사 번역 : 이레
- 음악 연출 : 박덕수
- 가사 번역 : 이레
- 더빙 스튜디오 : STORM
- 믹싱 스튜디오 : 쉐퍼톤 인터내셔널
- 크리에이티브 수퍼바이저 : 정윤서
- 한국어 제작 : Disney Character Voices International,Inc.